# Ластівка цейлонська
Ластівка цейлонська (Cecropis hyperythra) — вид горобцеподібних птахів родини ластівкових (Hirundinidae). Ендемік Шрі-Ланки. Раніше вважався підвидом даурської ластівки, однак був визнаний окремим видом.

## Опис
Довжина птаха становить 13-14 см. Верхня частина тіла темно-синя, надхвістя і нижня частина тіла темно-рудувато-коричневі. Хвіст роздвоєний, нижні покривні пера хвоста чорні.

## Поширення й екологія
Цейлонські ластівки живуть на відкритих місцевостях і в рідколіссях Шрі-Ланки. Живляться комахами, яких ловлять в польоті.